# Zenó d'Atenes
Zenó d'Atenes (en llatí Zenon, en grec Ζήνων) fou un metge grec atenenc. Va viure probablement al segle iv o al segle v. És esmentat a l'obra De Medicinis Expertis, que erròniament s'ha atribuït a Galè.